# 123647 Tomáško
123647 Tomáško è un asteroide della fascia principale. Scoperto nel 2000, presenta un'orbita caratterizzata da un semiasse maggiore pari a 2,7175718 UA e da un'eccentricità di 0,0506969, inclinata di 6,11076° rispetto all'eclittica.
L'asteroide è dedicato a Tomás Kušnirák, figlio dei due scopritori.